# Košarkaški savez BiH
Košarkaški savez Bosne i Hercegovine ili skraćeno KSBiH je krovna košarkaška organizacija u Bosni i Hercegovini. Sva službena natjecanja u BiH se organizuju kroz KSBiH. U nadležnosti saveza su i sve reprezentativne selekcije.
Košarkaški savez osnovan je 3. kolovoza 1950. u sklopu Košarkaškog saveza Jugoslavije. U FIBA-u je primljen 15. rujna 1992. godine. Postoje blizu 150 košarkaških klubova u Bosni i Hercegovini s više od 5.000 registriranih košarkaša.

## Vanjske poveznice
- Službene stranice KS BiH